# Igor Pugaci
Igor Pugaci (kyrillisch Игорь Пугач; * 5. Januar 1975 in Dubăsari) ist ein ehemaliger moldauischer Radrennfahrer.

## Werdegang
Igor Pugaci begann seine Profikarriere im September 1998 als Stagiaire beim italienischen Team Saeco, nachdem er zuvor den Giro della Valle d’Aosta gewonnen hatte, ein hochwertiges Etappenrennen für Fahrer der Altersklasse U23, und Zweiter wurde beim italienischen Eintagesrennen Giro d’Oro. Im darauffolgenden Jahr unterschrieb er bei Saeco einen Profivertrag und wurde in seiner ersten vollen Saison moldauischer Meister im Straßenrennen und im Einzelzeitfahren. Den Titel im Einzelzeitfahren konnte er in den beiden Folgejahren verteidigen. Es folgten zwei weitere Jahre bei Saeco und je eine Saison bei den ebenfalls italienischen Mannschaften De Nardi (2004) und Universal Caffé-Styloffice (2005). In der Saison 2006, als er für das italienische Amateurteam Partizan-Whistle fuhr, gewann Pugaci eine Etappe bei der International Presidency Turkey Tour und wurde Gesamtdritter.
Beim Giro d’Italia startete er insgesamt zweimal und wurde 2002 40. der Gesamtwertung. Die Vuelta a España nahm er viermal in Angriff und erreichte den zweiten Platz auf einer sehr anspruchsvollen Etappe zu den Lagos de Covadonga im Jahr 2000, seinem insgesamt erfolgreichsten Jahr, das er unter den 200 besten Fahrern der UCI-Weltrangliste beenden konnte.
Nach seiner einjährigen Zwischenstation bei den Amateuren ging er 2007 für das Continental Team Cinelli-Endeka-OPD an den Start und beendete nach Ablauf der Saison endgültig seine Profikarriere.

## Erfolge
1998
- Gesamtwertung Giro della Valle d’Aosta (U23)

1999
- Moldauischer Meister im Straßenrennen
- Moldauischer Meister im Einzelzeitfahren

2000
- Moldauischer Meister im Einzelzeitfahren

2001
- Moldauischer Meister im Einzelzeitfahren

2006
- eine Etappe International Presidency Turkey Tour

## Teams
- 1998 Saeco (Stagiaire)
- 1999 Saeco-Cannondale
- 2000 Saeco-Valli & Valli
- 2001 Saeco
- 2002 Saeco-Longoni Sport
- 2003 Saeco
- 2004 De Nardi
- 2005 Universal Caffé-Styloffice
- 2007 Cinelli-Endeka-OPD